# ダニエル・カスタノ
ダニエル・アレクサンダー・カスタノ（Daniel Alexander Castano , 1994年9月17日 - ）は、アメリカ合衆国フロリダ州オーランド出身の元プロ野球選手 (投手) 。左投左打。

## 経歴

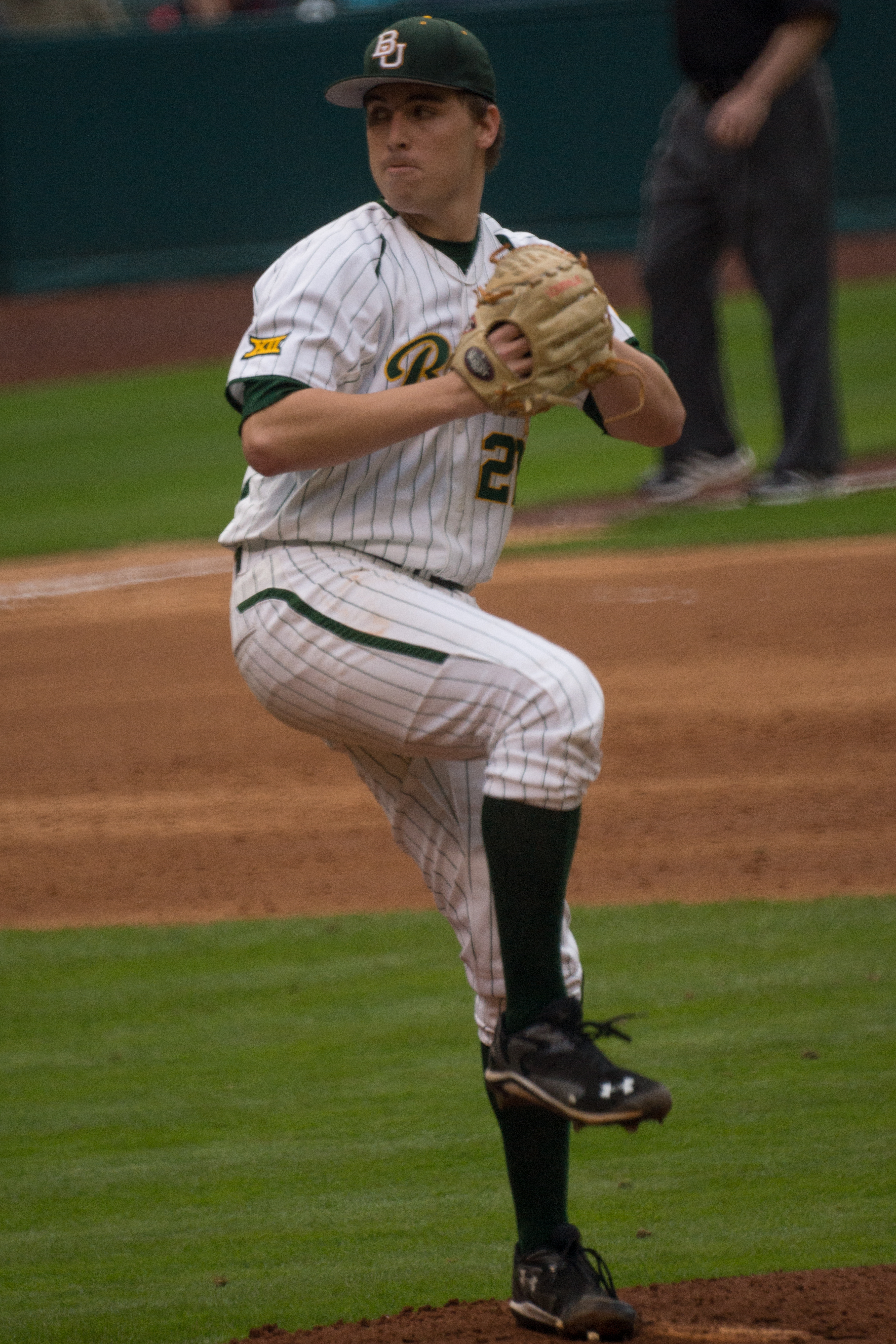
ベイラー大学時代
(2015年3月8日)

### プロ入りとカージナルス傘下時代
2016年のMLBドラフト19巡目（全体586位）でセントルイス・カージナルスから指名され、プロ入り。契約後、傘下のアパラチアンリーグのルーキー級ジョンソンシティ・カージナルスでプロデビュー。12試合（先発11試合）に登板して2勝5敗、防御率6.19、34奪三振を記録した。
2017年はA-級ステート・カレッジ・スパイクスで14試合に先発登板して9勝3敗、防御率2.57、81奪三振を記録した。

### マーリンズ時代
2017年12月13日にマーセル・オズナとのトレードで、サンディ・アルカンタラ、マグネウリス・シエラ、ザック・ガレンと共にマイアミ・マーリンズへ移籍した。
2018年はA+級ジュピター・ハンマーヘッズ、ルーキー級ガルフコーストリーグ・マーリンズ、A級グリーンズボロ・グラスホッパーズでプレーし、3球団合計で24試合（先発23試合）に登板して9勝12敗、防御率3.93、116奪三振を記録した。
2019年はA+級ジュピターで開幕を迎え、5月にAA級ジャクソンビル・ジャンボシュリンプに昇格。2球団合計で13試合（先発11試合）に登板して7勝4敗、防御率3.48、104奪三振を記録した。
2020年8月4日にメジャー契約を結んでアクティブ・ロースター入りした 。8月8日のニューヨーク・メッツ戦でメジャーデビューを果たした。
2023年シーズンは開幕ロースター入りを果たしたが、初登板となった4月7日のメッツ戦では1回を投げ、フランシスコ・リンドーアとピート・アロンゾに二者連続本塁打を浴びるなど3失点と首脳陣の期待に応えられなかった。その後はマイナーに降格し、復帰登板となった9月11日のミルウォーキー・ブルワーズ戦でも4本の長単打を浴び5点を失い、ここでも与えられた役割を果たせなかった。翌9月12日にDFAとなり、レギュラーシーズン終了後の10月10日にFAとなった。この年は3イニングを投げて、被安打7、8失点（自責7）、奪三振4、防御率21.00と散々な内容だった。WHIPも3.33と前年から2点以上悪化し、プロ入り後自身初の3点台となった。また、これにより短縮シーズンだった2020年を含む3シーズン連続で続いていたWHIP1点台がここでストップすることとなった。

### NCダイノス時代
2023年12月13日に韓国KBOリーグのNCダイノスと契約を結んだ。
2024年7月28日、ウェーバー公示され、8月4日、自由契約選手となり退団した。

### 現役引退後
NC退団後の2024年9月4日、現役引退を表明した。

## 投球スタイル
最速93.7mph（約150.8km/h）の速球とスライダーを主体とする。

## 詳細情報

### 年度別投手成績
| 年 度    | 球 団    | 登 板 | 先 発 | 完 投 | 完 封 | 無 四 球 | 勝 利 | 敗 戦 | セ 丨 ブ | ホ 丨 ル ド | 勝 率 | 打 者 | 投 球 回 | 被 安 打 | 被 本 塁 打 | 与 四 球 | 敬 遠 | 与 死 球 | 奪 三 振 | 暴 投 | ボ 丨 ク | 失 点 | 自 責 点 | 防 御 率 | W H I P |
| -------- | -------- | ----- | ----- | ----- | ----- | -------- | ----- | ----- | -------- | ----------- | ----- | ----- | -------- | -------- | ----------- | -------- | ----- | -------- | -------- | ----- | -------- | ----- | -------- | -------- | ------- |
| 2020     | MIA      | 7     | 6     | 0     | 0     | 0        | 1     | 2     | 0        | 0           | .333  | 126   | 29.2     | 30       | 3           | 11       | 0     | 0        | 12       | 1     | 0        | 12    | 10       | 3.03     | 1.38    |
| 2021     | MIA      | 5     | 4     | 0     | 0     | 0        | 0     | 2     | 0        | 0           | .000  | 92    | 20.1     | 22       | 3           | 8        | 0     | 1        | 13       | 0     | 0        | 12    | 11       | 4.87     | 1.48    |
| 2022     | MIA      | 10    | 7     | 0     | 0     | 0        | 1     | 3     | 0        | 0           | .250  | 156   | 35.2     | 42       | 5           | 9        | 0     | 2        | 20       | 2     | 0        | 20    | 16       | 4.04     | 1.43    |
| 2023     | MIA      | 2     | 0     | 0     | 0     | 0        | 0     | 0     | 0        | 0           | ----  | 20    | 3.0      | 7        | 2           | 3        | 0     | 0        | 4        | 0     | 0        | 8     | 7        | 21.00    | 3.33    |
| MLB：4年 | MLB：4年 | 24    | 17    | 0     | 0     | 0        | 2     | 7     | 0        | 0           | .222  | 394   | 88.2     | 101      | 13          | 31       | 0     | 3        | 49       | 3     | 0        | 52    | 44       | 4.47     | 1.49    |

- 2023年度シーズン終了時

### 年度別守備成績
| 年 度 | 球 団 | 投手（P） | 投手（P） | 投手（P） | 投手（P） | 投手（P） | 投手（P） |
| 年 度 | 球 団 | 試 合     | 刺 殺     | 補 殺     | 失 策     | 併 殺     | 守 備 率  |
| ----- | ----- | --------- | --------- | --------- | --------- | --------- | --------- |
| 2020  | MIA   | 7         | 0         | 3         | 0         | 0         | 1.000     |
| 2021  | MIA   | 5         | 2         | 3         | 2         | 0         | .714      |
| MLB   | MLB   | 12        | 2         | 6         | 2         | 0         | .800      |

- 2021年度シーズン終了時

### 背番号
- 72（2020年）
- 20（2021年 - 2024年）